# Theresienwiese (terrein)

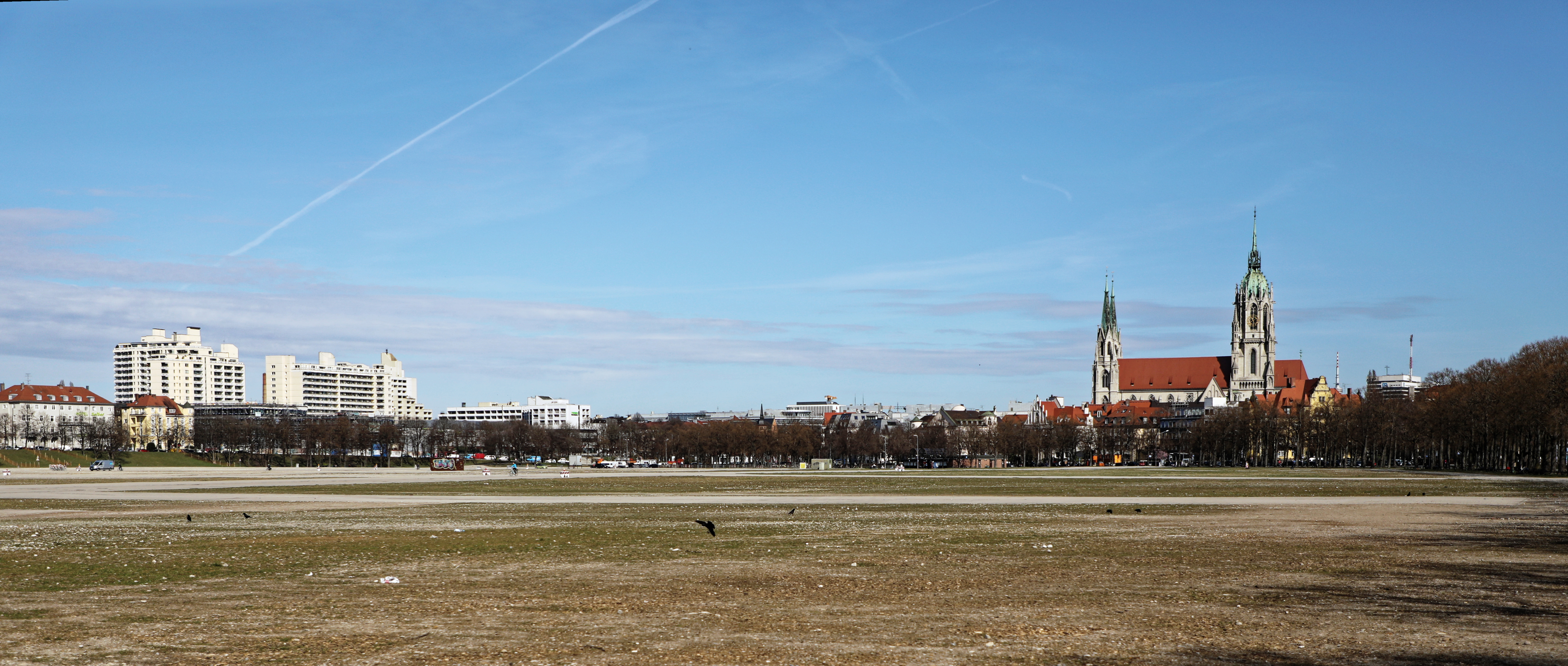

De Theresienwiese is een evenemententerrein in de Duitse stad München. Op het terrein wordt onder andere het jaarlijkse Oktoberfest gehouden.

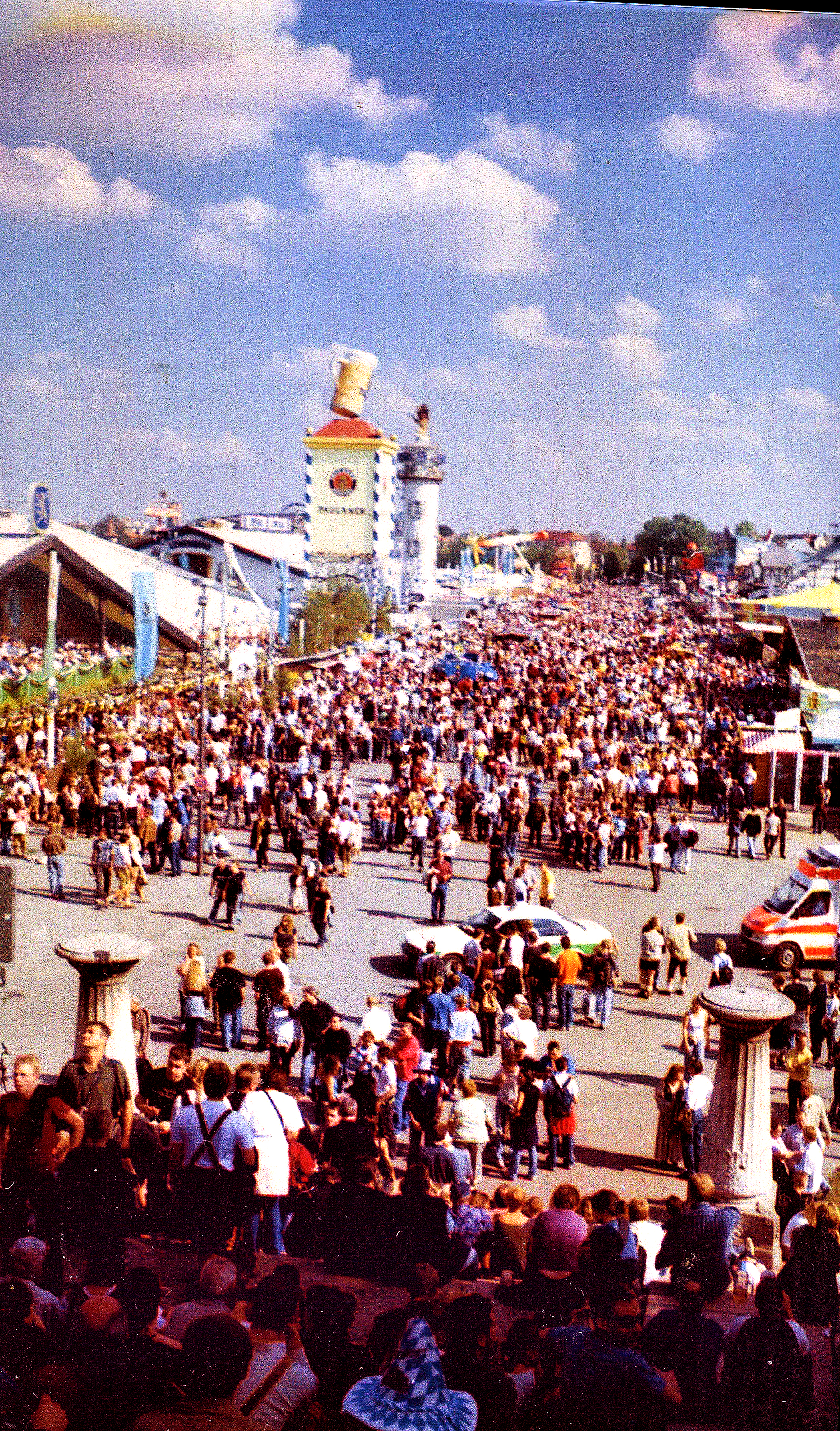
Het oktoberfest 2003

Het terrein ligt vlak bij de Bavariaring.
Er is een monument voor de aanslag op het Oktoberfest van 1980.
Het terrein is genoemd naar Theresia van Saksen-Hildburghausen. In 1810 trouwde zij met Lodewijk I van Beieren en als onderdeel van de festiviteiten werden op een weiland ('Wiese') buiten de stad paardenrennen gehouden. Deze weide kreeg de naam van Theresia. In de hierna volgende jaren vonden er opnieuw paardenraces plaats, aangevuld met een agrarische markt; in 1818 konden er tevens versnaperingen worden aangeschaft. Uiteindelijk groeiden de activiteiten uit tot het Oktoberfest.